# Funky house
Funky house är en elektronisk dansmusik inom housegenren som var en modifiering av det tidiga disco- och funkljudet som integrerades i house-musiken i mitten av 1980-talet. Denna subgenre innehåller ofta soulinriktade toner.